# Orfisme
|  | Per a altres significats, vegeu «Orfisme (avantguarda)». |

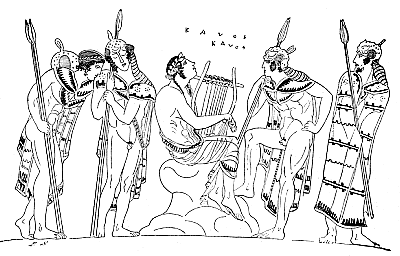
Orfeu toca la lira entre els tracis

L'orfisme (en grec antic Ὀρφικά 'orfiká') va ser un moviment religiós mistèric de l'antiga Grècia, que es remunta almenys al segle vii aC o segle viii aC. La seva fundació es va atribuir al mític poeta i músic Orfeu (fill de la musa Cal·líope), que en els seus himnes (Himnes òrfics) narra el nucli mític de la creença.
L'orfisme es planteja sempre des d'un punt de vista religiós. És una secta que qüestiona la religió oficial de les ciutats gregues, sobretot a dos nivells, un de teològic i l'altre sobre les pràctiques i els comportaments. És sobretot una religió en què els textos són molt importants, principalment les cosmogonies, les teogonies i les interpretacions que se'n fa. En general, sembla que tota la literatura òrfica es basa a contradir la Teogonia d'Hesíode. La teogonia òrfica es basa en teogonies orientals i dona un paper essencial a certes divinitats marginades per Hesíode, com ara Nix, Cronos i Fanes,i parla de l'Ou còsmic primordial, i del regnat de Dionís. Tota aquesta mitologia s'explica en textos d'èpoques molt diferents, i es conserven una gran quantitat de fragments molt diversos, des de restes de poemes molt antics fins a glosses d'èpoques tardanes barrejades amb ressons de filosofies. Existeixen diversos tractats, que moltes vegades acaben explicant alguns textos de màgia.
Els que vivien a la manera òrfica es presentava com in marginat, era un personatge errant que anava de ciutat en ciutat proposant les seves regles per a la salvació, practicant els seus ritus mistèrics i el seu ascetisme particular, sense donar plaers al cos. L'orfisme no permetia menjar carn ni vessar sang d'animals, ni portar vestits confeccionats amb lli. Feien això perquè creien en la reencarnació de l'ànima. L'orfisme defensà el que es coneix com a metempsicosi. Aquest concepte consisteix en la creença de la transmigració de l'ànima a altres cossos després de la mort. Aquesta migració es podia produir entre animals i humans. L'orfisme va influir notablement en la filosofia, especialment en Pitàgores i els pitagòrics, també anomenats orficopitagòrics. Heròdot explica que els pitagòrics després de la seva expulsió de la Magna Grècia, es van unir a les societats òrfiques. Però abans d'això la filosofia òrfica ja s'havia anat arrodonint amb les aportacions de Ferècides de Siros (considerat mestre de Pitàgores) Onomàcrit i una sèrie d'escriptors que van anar configurant l'orfisme, com ara Cèrcops, Brontí, Arignota de Samos, Timocles de Siracusa i altres. També van existir una gran quantitat de mistagogs (iniciadors) que s'acostumaven a posar davant de les portes de les cases dels rics i prometien alliberar-los dels seus propis pecats i dels pecats dels seus avantpassats, a través de sacrificis i cants expiatoris. Aquestes cerimònies van donar lloc a una gran quantitat de llibres que s'atribuïen a Orfeu i a Museu, que per la seva autoritat garantien les promeses que els feien.

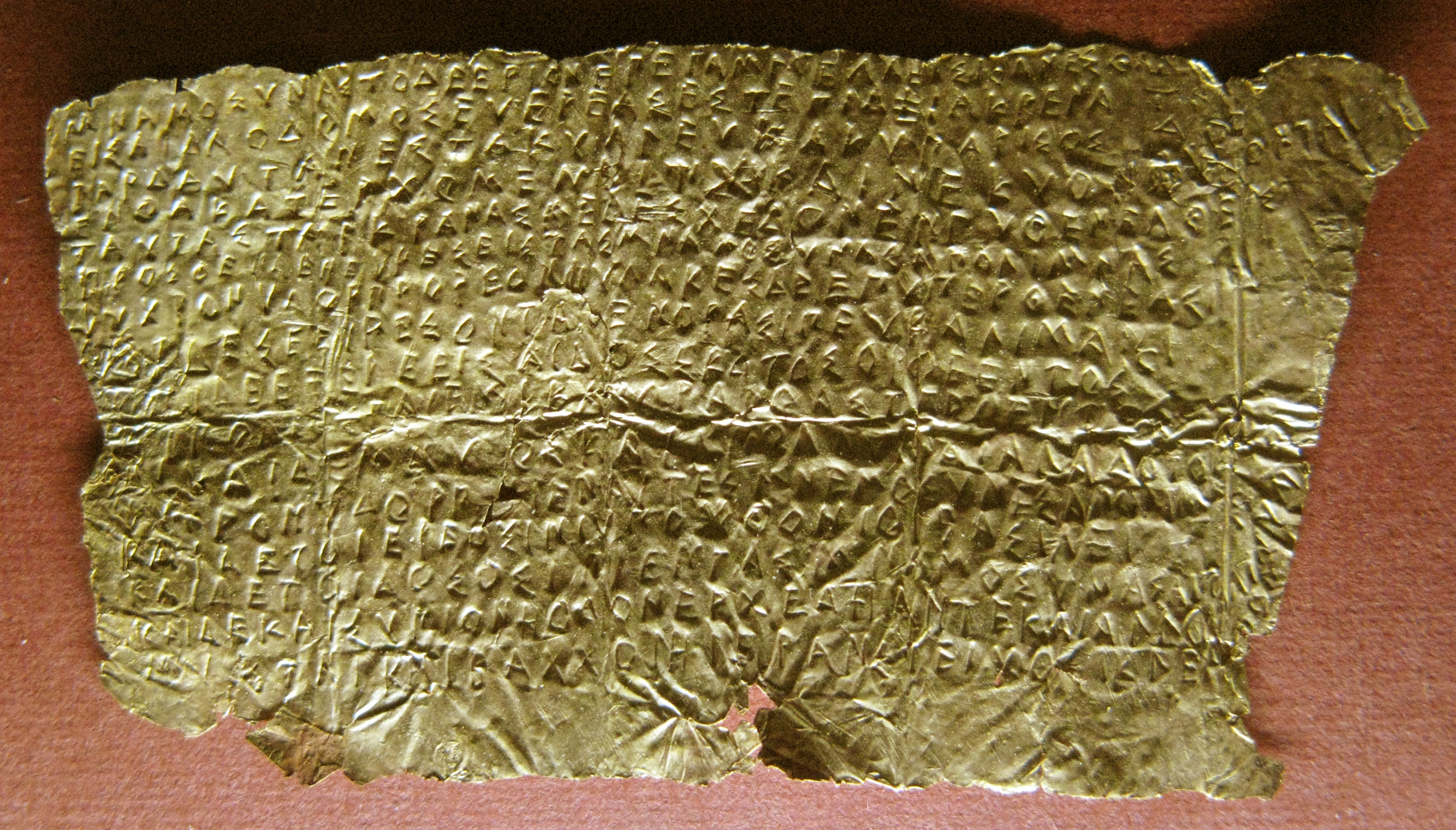
Tauleta òrfica

Les llegendes i poemes òrfics es relacionaven en gran part amb Dionís, que es barrejava, ja que també era una divinitat infernal, amb Hades. Els teòlegs òrfics fundaven les seves esperances de la purificació i la immortalitat definitiva de l'ànima, ja que no es lliuraven a un plaer desenfrenat i un entusiasme frenètic (bacanals), sinó que practicaven una puresa ascètica de vida i de costums.

## Totenpasso tauletes òrfiques
Les Totenpass eren tauletes o plaques metàl·liques inscrites trobades en els sepulcres d'iniciats en l'orfisme, el culte a Dionís o religions de l'antic Egipte o semítiques. El terme significa "passaport per als difunts". Els Totenpässe es col·locaven prop del cos com una filactèria, o enrotllada i introduïda dins d'una càpsula al coll com un amulet. La inscripció explicava a l'iniciat com navegar cap al més enllà.